# Jeju
Pour les articles homonymes, voir Jeju (homonymie).
Jeju (en hangeul : 제주 ; hanja : 濟州 ; RR : Jejudo, /tɕeː.dʑu.do/), officiellement la province autonome spéciale de Jeju (hangeul : 제주특별자치도 ; hanja : 濟州特別自治道), est une province de Corée du Sud constituée de 8 îles habitées, dont l'île de Jeju, et 55 îles non habitées. La capitale provinciale porte aussi le même nom. L'île fait partie des sept nouvelles merveilles de la nature.

Drapeau de la province de Jeju.

## Nom
Avant 1910, elle était connue en Europe sous le nom de Quelpaert ou Quelpart. On trouve aussi les variantes (rares) Chéju et Tche dju.

## Géographie
L'île de Jeju est située en mer du Japon, plus précisément à l'extrémité ouest du détroit de Corée, à 83 kilomètres de la péninsule coréenne. Le détroit de Jeju la sépare du continent, et elle est la seule région subtropicale du pays. Le volcan endormi Hallasan, point culminant de la Corée du Sud, s'élève à 1 950 mètres. Une éruption du Hallasan  est à l'origine de la formation de l'île et la dernière manifestation du volcan remonte à l'an 1007. La province de Jeju inclut les îles Gapado et Marado.

## Histoire
L'île formait le royaume de Tamna qui devint un vassal du royaume de Baekje en 476 pour finalement perdre complètement son autonomie envers les royaumes de la péninsule coréenne en 1404.
En mai 1787, Lapérouse cartographie la côte sud de l’île lors de son expédition.

### Le soulèvement de Jeju
Le soulèvement de Jeju (en coréen : 제주 4·3 민중항쟁 ou 濟州 4·3 民衆抗爭) désigne une insurrection qui commence le 3 avril 1948. De 14 000 à 30 000 personnes sont tuées (60 000 à 80 000 selon d'autres sources) dans les affrontements. La répression de l'insurrection par l'armée sud-coréenne a été décrite comme brutale, avec, outre les dizaines de milliers de morts, la destruction de 170 villages. Elle déclenche d'autres rébellions en Corée continentale. L'insurrection dure jusqu'en mai 1949, bien que des combats se poursuivent dans des poches isolées jusqu'en 1953. De nombreux habitants de Jeju se réfugient au Japon. Ce massacre est passé sous silence jusqu'à la chute de la dictature militaire, en 1987.

## Économie
Dans la province, on cultive d'une part les mandarines, les ananas et les oranges, et de l'autre le colza, le mil et les légumes, le sol caillouteux ne tolérant pas la culture du riz. 
La province de Jeju est une destination touristique importante. Si les Occidentaux ne la connaissent pas encore, les Japonais et les Chinois affluent en masse sur cette île. L'île est une destination de choix pour les voyages de noces. 
Ainsi, la ligne la plus fréquentée au monde en 2016 et 2017 est celle qui relie l'aéroport international de Gimpo de Séoul à l’aéroport international de Jeju. Elle a été empruntée par 13 460 305 passagers en 2017, soit une augmentation de +9,4 % sur un an. Ce trajet de 450 kilomètres, est assuré par une moyenne de 180 vols réguliers par jour, soit un toutes les huit minutes.

## Culture

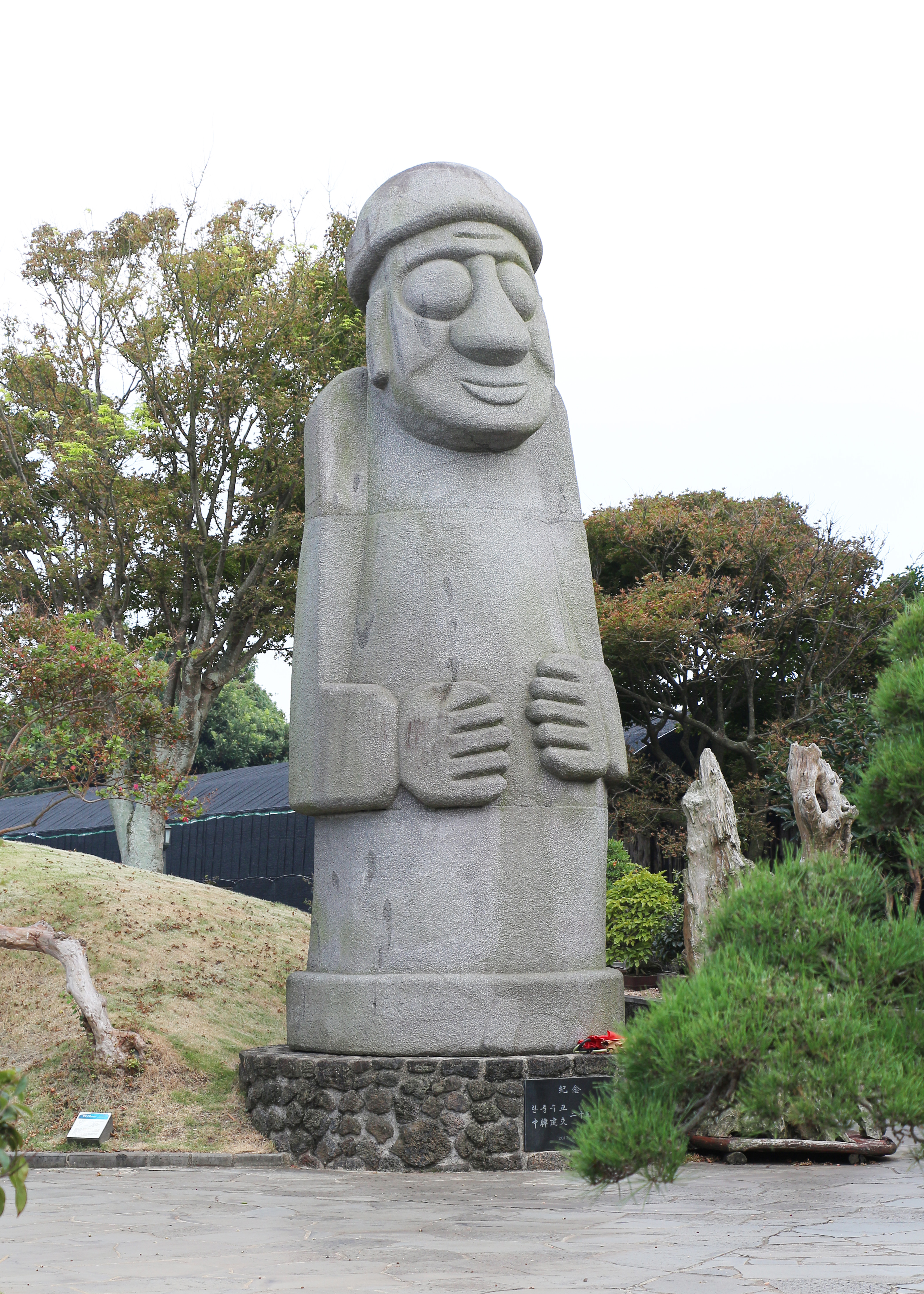
Dol Hareubang au Spirited Garden

Le symbole de l'île est le Dol hareubang, personnage massif en pierre, haut de 3 mètres, portant un chapeau rond.
Jeju est aussi réputée pour ses Trois abondances : vents, pierres et femmes. Auparavant, la plupart des femmes de l'île s'adonnaient à la pêche sous-marine, sans masque ni combinaison. Ces plongeuses, qu'on appelle Haenyo, « filles de la mer », sont en voie de disparition, la nouvelle génération préférant travailler dans des domaines moins éprouvants et plus lucratifs que leurs aînées.
Son dialecte coréen, le jeju, est spécifique. Il contient un grand nombre de mots issus du japonais et du mongol.
Avec l'essor du tourisme, l'anglais est beaucoup parlé et appris par les plus jeunes. Les touristes sont essentiellement constitués de Japonais, et de Coréens continentaux aisés, surtout de la région de Séoul.
Le roman L'Île d'Iŏ de Yi Chong-jun, écrit dans les années 1970, s'inspire de l'île de Jeju et de ses mythes, tout comme le roman L'Île des chamanes, de l'écrivaine Kim Jay. Le roman de Han Kang, récipiendaire du Nobel de littérature en 2024, Impossibles adieux, se déroule en grande partie sur l'île de Jeju et revient notamment sur les massacres de 1948.

## Base militaire
Le gouvernement sud-coréen décide en 2007 de construire sur l’île, à proximité du village de Gangjeong, une base navale capable d’accueillir une vingtaine de sous-marins et des navires de guerre. Lors d'une consultation populaire organisée le 20 août 2007, 94 % des habitants rejettent le projet, estimant notamment que cette base ne fait que répondre aux intérêts américains et à leur stratégie d'endiguement de la Chine en mer de Chine orientale, et détruit un environnement protégé en raison de son caractère chamanique. 
La base, dont la construction a débuté en 2011, est achevée en 2016.

## Politique
Won Hee-ryong (en) est le gouverneur de la province de 2014 à 2023.

## Galerie

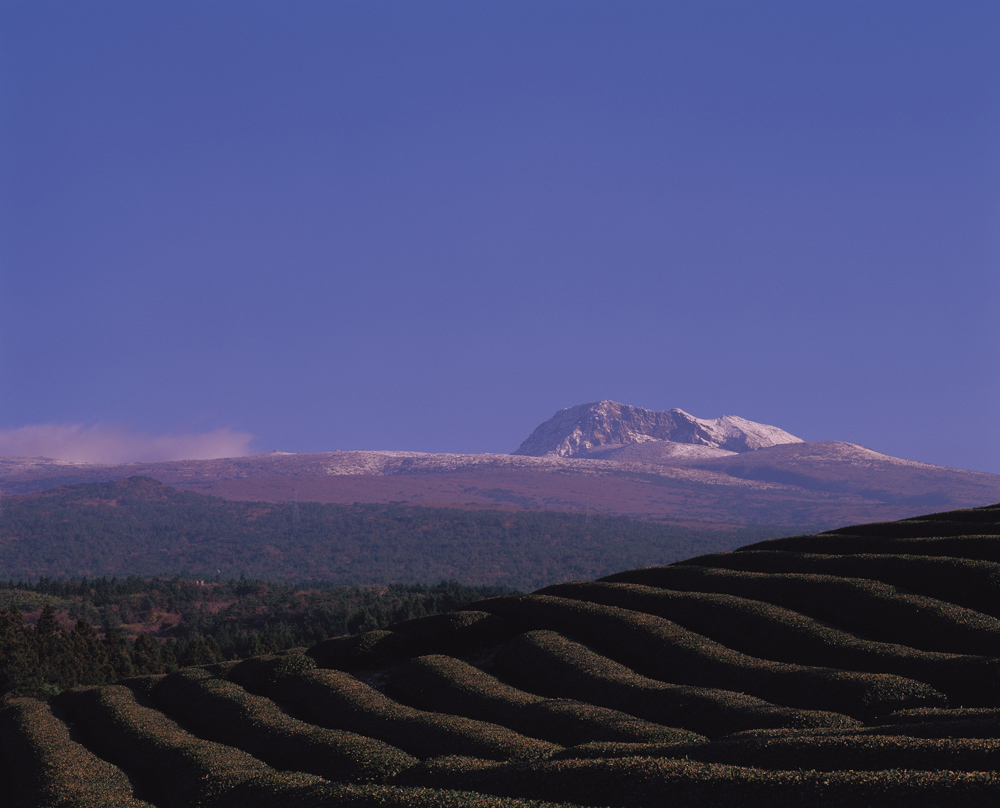
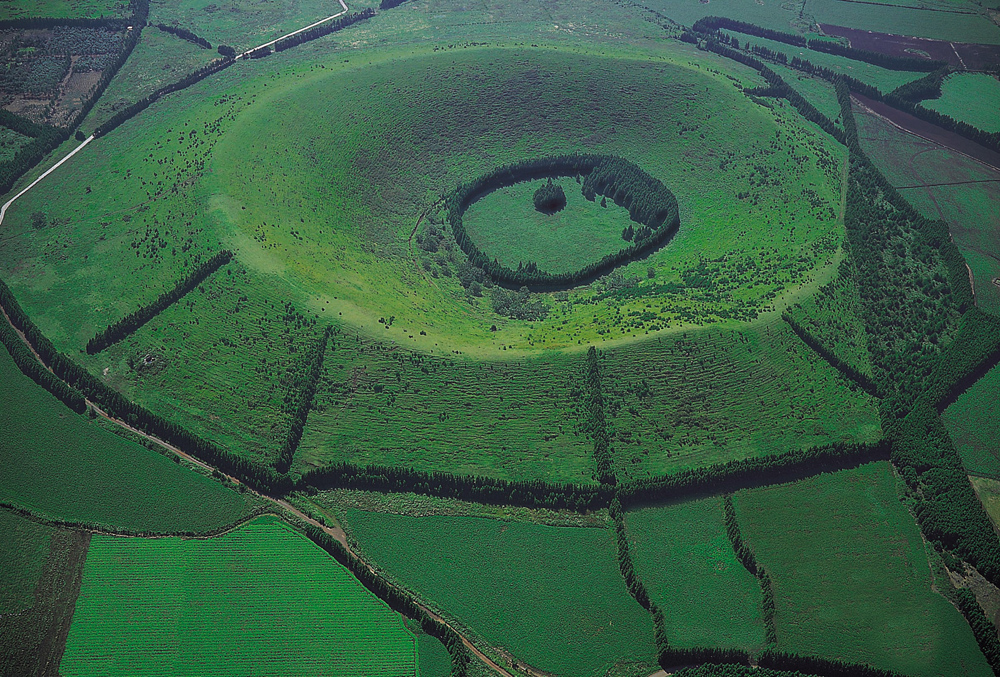
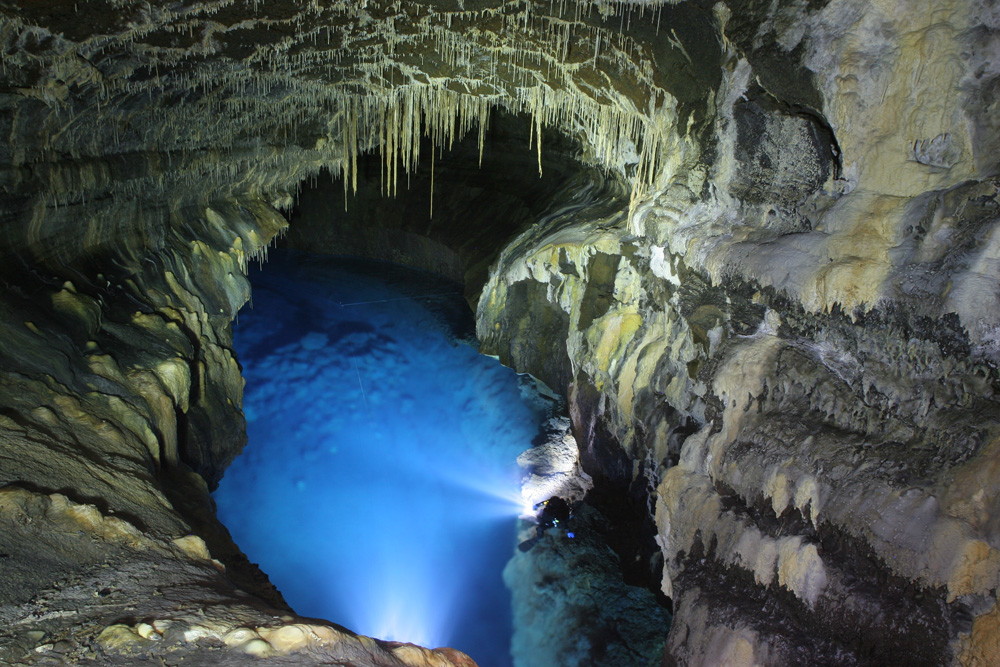
Le « Lac du Millénaire » dans la grotte de Yongcheon.
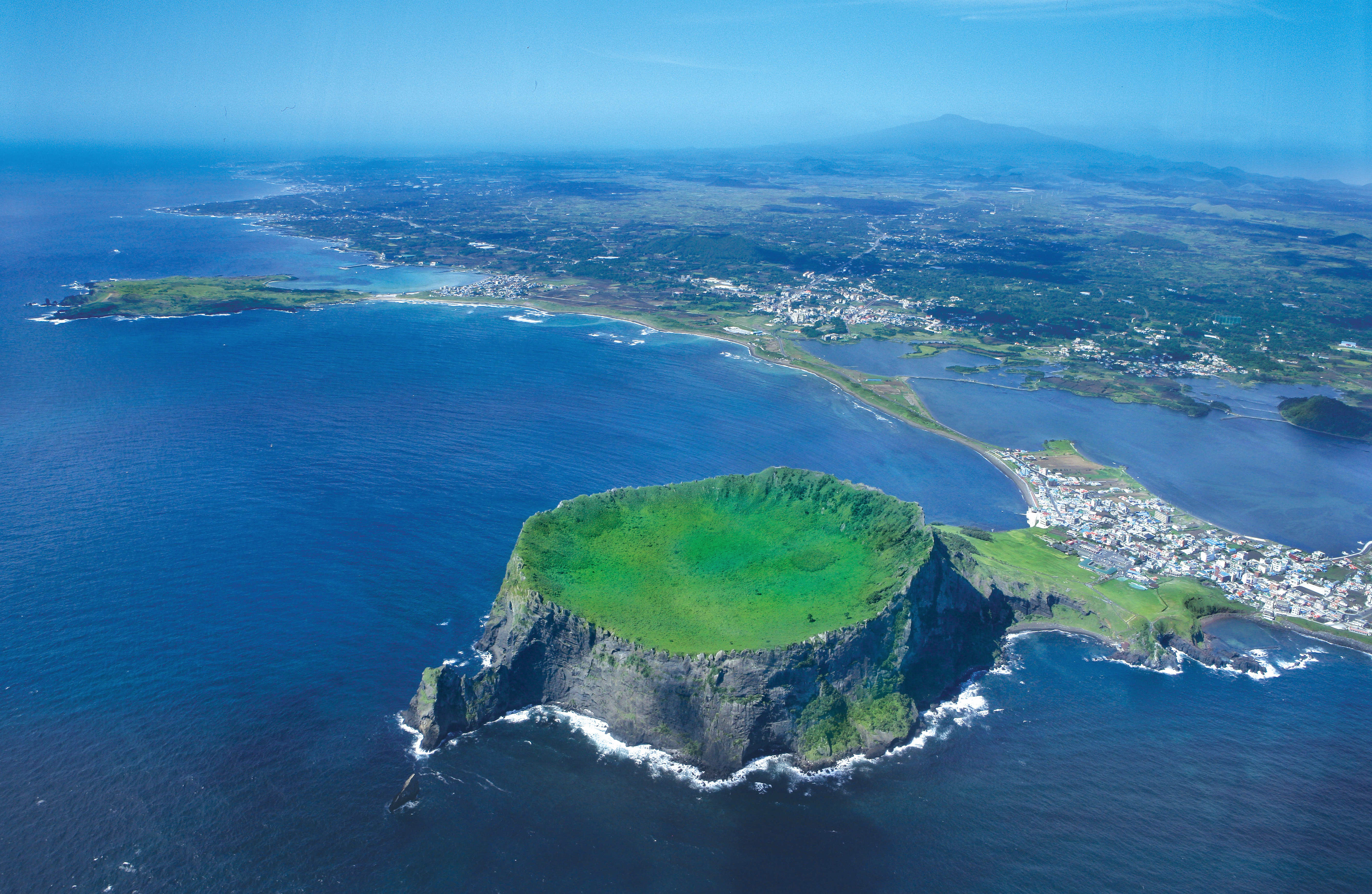
Pic du soleil levant, île de Jeju.
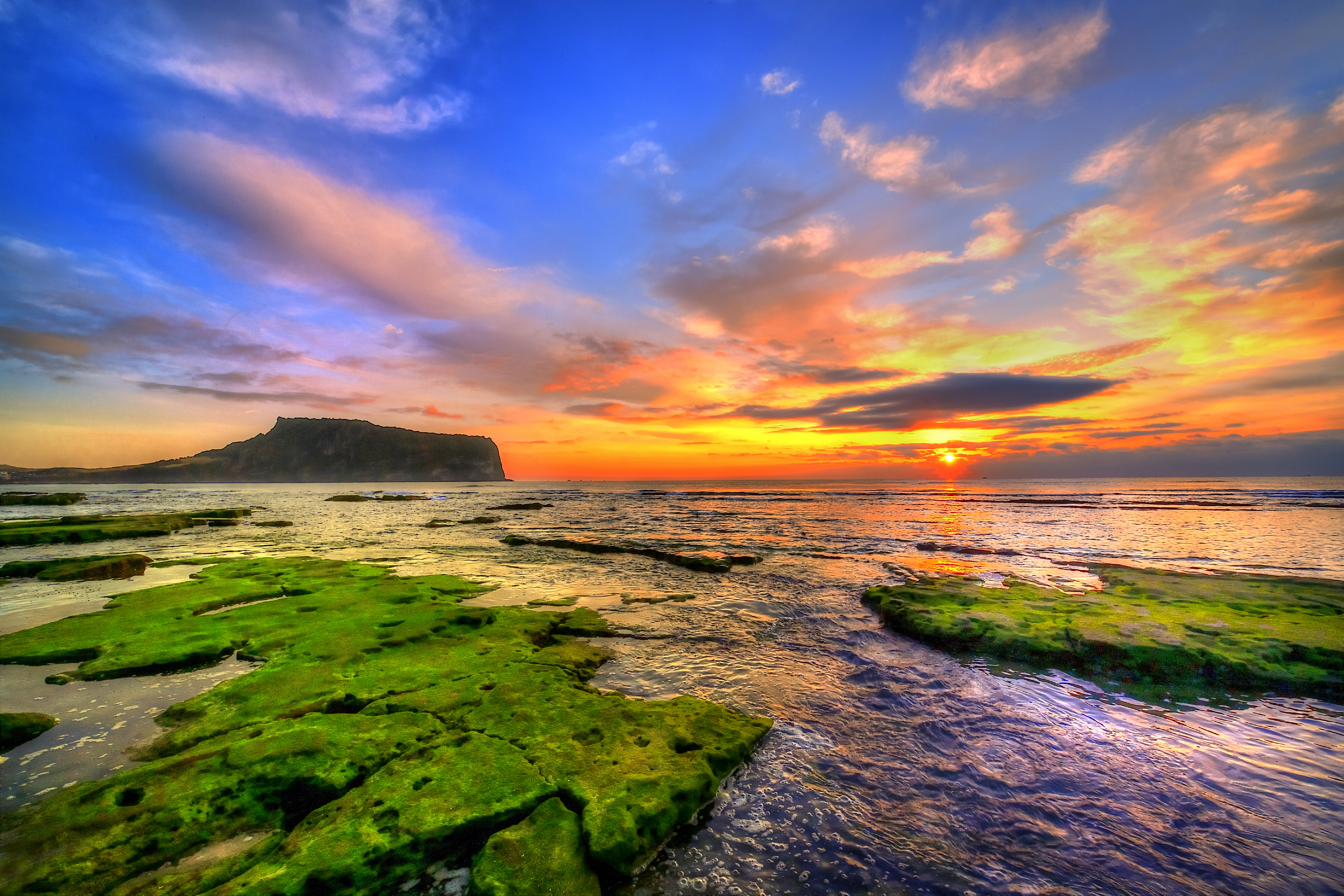
Réserve naturelle du cône de tuf de Seongsan Ilchulbong.
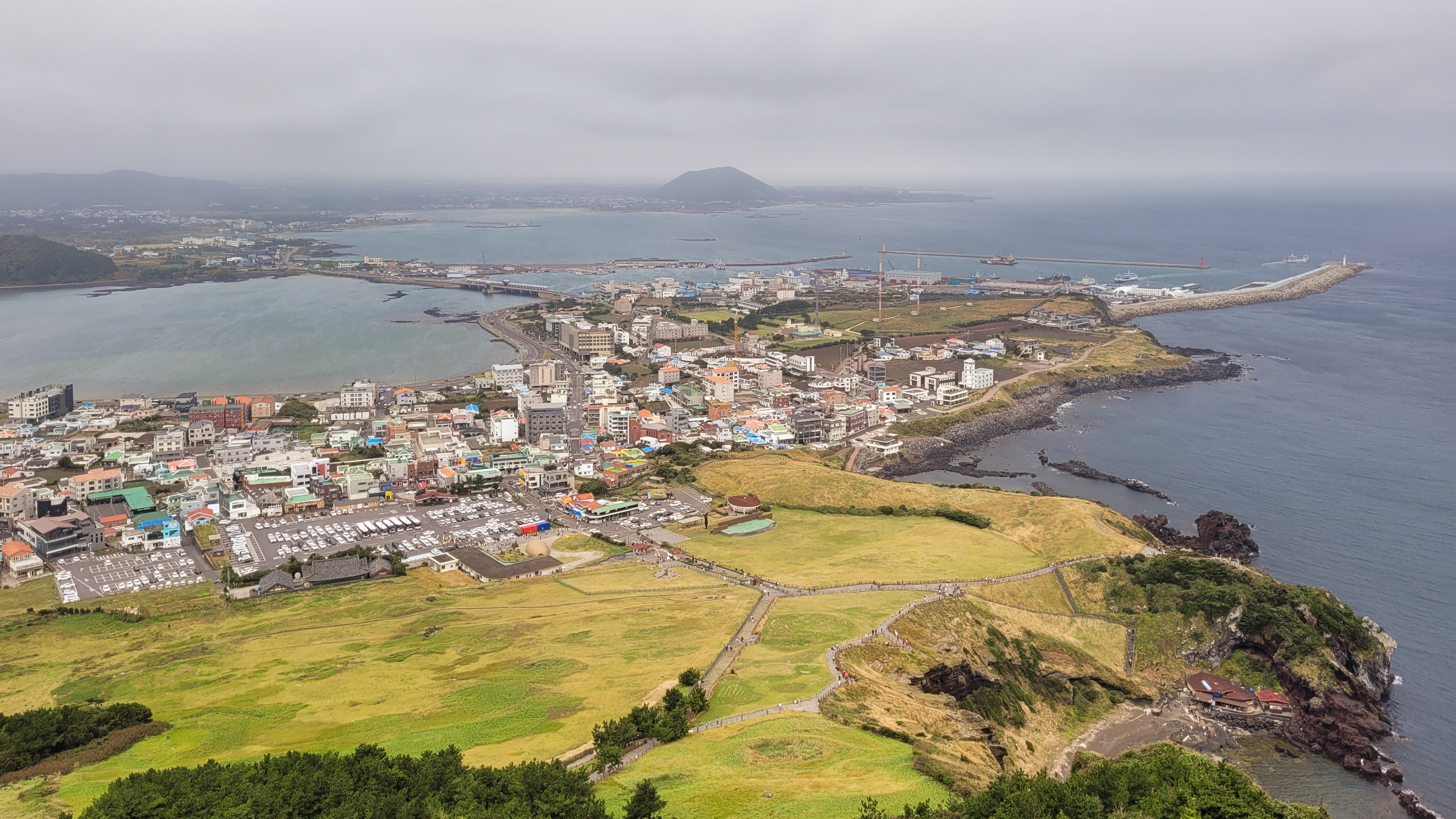
Seongsan vue du Pic du soleil levant.
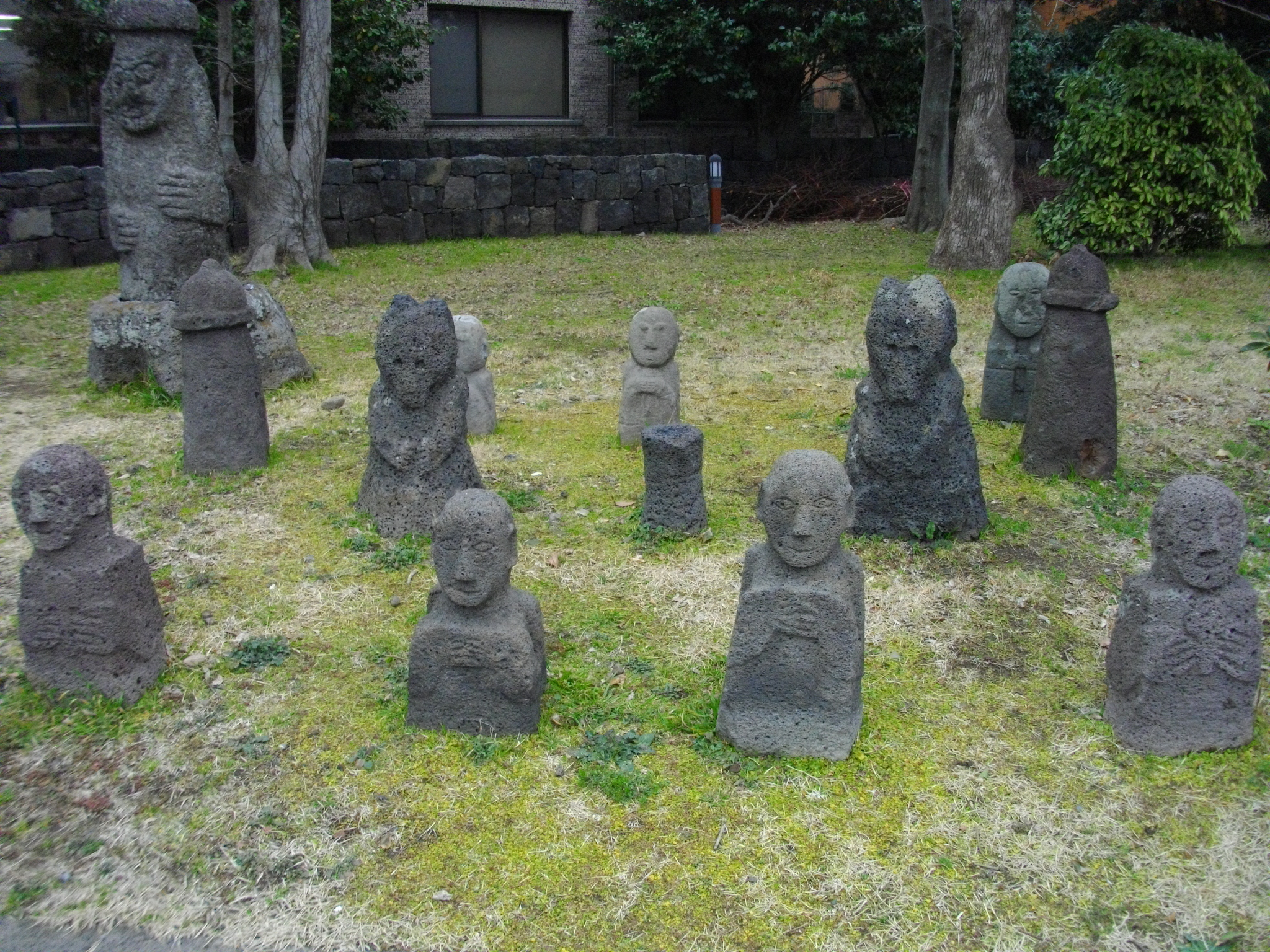
Statues d'enfants.
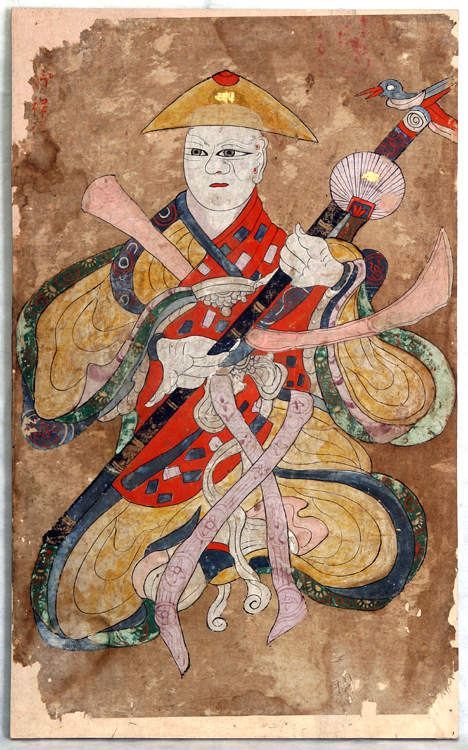
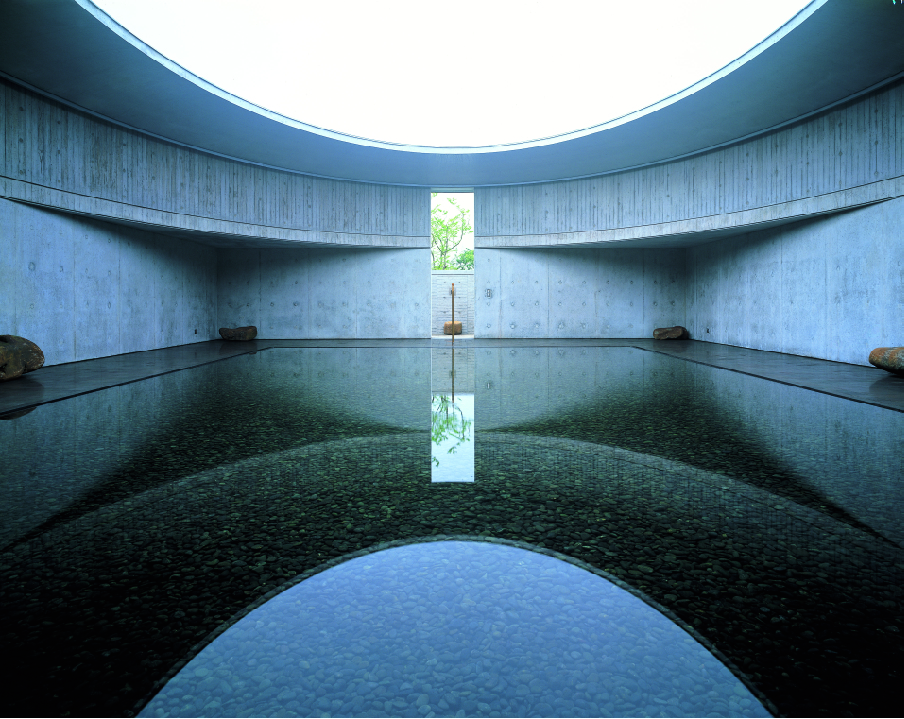
Un musée.

## Divisions administratives
Villes :
- Jeju (제주; 濟州市) : chef-lieu, ville située au nord de l'île
- Seogwipo (서귀포; 西歸浦市) : ville située au sud de l'île

## Lieux d'intérêt
- Grotte de Manjanggul : Il s'agit d'un tunnel de lave 8 kilomètres de long avec 1 kilomètre ouvert au public
- Seongsan Ilchulbong : C'est un cône volcanique, qui a été formé par l'éruption d'un volcan.
- Le mont Hallasan, qui est la plus haute montagne de Corée, culmine à 1950 mètres d'altitude.
- Village folklorique Seongeup
- Musée d'art Kim Tschang-Yeul
- Musée de l'ours en peluche de Jeju
- Cascade Jeongbang
- Musée du thé O'Sulloc.

## Personnalités notables
- Kim Man-deok (1739-1812), femme d'affaires
- Hyun Ki-young (1941), écrivain
- Ji Dong-won (1989), footballeur
- Hong Jeong-ho (1989), footballeur
- Soyou (1992), chanteuse ayant fait partie du groupe Sistar
- Jay (1994), membre du groupe IKon
- Baekho (1995), membre du groupe NU'EST
- Mimi (1995), membre du groupe Oh My Girl
- Joy (1996), membre du groupe Red Velvet
- Boo Seungkwan (1998), chanteur du boys band Seventeen
- Mina (1999), rappeuse du girl group sud-coréen gugudan
- Dayoung (1999), membre du groupe Cosmic Girls
- Haechan (2000), membre du groupe NCT

## Données climatiques
| Mois                                  | jan.      | fév.      | mars      | avril     | mai       | juin      | jui.      | août      | sep.      | oct.      | nov.      | déc.      | année     |
| ------------------------------------- | --------- | --------- | --------- | --------- | --------- | --------- | --------- | --------- | --------- | --------- | --------- | --------- | --------- |
| Température minimale moyenne (°C)     | 3,2       | 3,6       | 6,1       | 10,2      | 14,4      | 18,7      | 23,3      | 24,3      | 20,4      | 15,1      | 9,8       | 5,3       | 12,9      |
| Température moyenne (°C)              | 5,7       | 6,4       | 9,4       | 13,8      | 17,8      | 21,5      | 25,8      | 26,8      | 23        | 18,2      | 12,8      | 8,1       | 15,8      |
| Température maximale moyenne (°C)     | 8,3       | 9,4       | 12,8      | 17,5      | 21,6      | 24,8      | 29        | 29,8      | 25,8      | 21,3      | 16        | 11        | 18,9      |
| Record de froid (°C) date du record   | −5,8 2016 | −6 1977   | −4,1 1977 | −0,2 1972 | 4 1933    | 9,2 1951  | 15 1969   | 15,8 1979 | 9,8 1928  | 5,5 1923  | 0,5 1992  | −3,6 1985 | −6 1977   |
| Record de chaleur (°C) date du record | 23,6 2020 | 24,5 2004 | 28,1 2013 | 30,9 1956 | 33,1 2019 | 34,5 1994 | 37,5 1942 | 37,4 1998 | 34,4 1997 | 32,1 2016 | 26,7 2020 | 23,3 1936 | 37,5 1942 |
| Ensoleillement (h)                    | 70,4      | 105,4     | 158,9     | 194,4     | 211,9     | 170,9     | 195,6     | 195,6     | 161,7     | 178,5     | 126       | 84,8      | 1 854,1   |
| Précipitations (mm)                   | 65,2      | 62,6      | 88,6      | 89,6      | 96,4      | 181,4     | 239,9     | 262,5     | 221,6     | 80,3      | 61,9      | 47,7      | 1 497,6   |
| Nombre de jours avec précipitations   | 12,6      | 10,3      | 11,2      | 10        | 10,4      | 11,8      | 12,5      | 13,5      | 10,8      | 7         | 9,3       | 10,8      | 130,2     |
| Humidité relative (%)                 | 65,3      | 64,9      | 64,9      | 66,5      | 70,4      | 76,8      | 78,3      | 76,5      | 73,7      | 66,9      | 65,1      | 65,1      | 69,6      |
| Nombre de jours avec neige            | 8,2       | 4,6       | 1,4       | 0         | 0         | 0         | 0         | 0         | 0         | 0         | 0,4       | 5,3       | 19,9      |

| Diagramme climatique                                  |            |             |              |              |               |             |               |               |              |           |           |
| J                                                     | F          | M           | A            | M            | J             | J           | A             | S             | O            | N         | D         |
| 8,33,265,2                                            | 9,43,662,6 | 12,86,188,6 | 17,510,289,6 | 21,614,496,4 | 24,818,7181,4 | 2923,3239,9 | 29,824,3262,5 | 25,820,4221,6 | 21,315,180,3 | 169,861,9 | 115,347,7 |
| Moyennes : • Temp. maxi et mini °C • Précipitation mm |            |             |              |              |               |             |               |               |              |           |           |

| Mois                                  | jan.      | fév.      | mars      | avril     | mai       | juin      | jui.      | août      | sep.      | oct.      | nov.    | déc.      | année     |
| ------------------------------------- | --------- | --------- | --------- | --------- | --------- | --------- | --------- | --------- | --------- | --------- | ------- | --------- | --------- |
| Température minimale moyenne (°C)     | 3,6       | 4,4       | 7,1       | 11,3      | 15,3      | 19,2      | 23,5      | 24,6      | 21,1      | 15,9      | 10,6    | 5,9       | 13,5      |
| Température moyenne (°C)              | 6,8       | 7,8       | 10,6      | 14,8      | 18,6      | 21,7      | 25,6      | 27,1      | 23,9      | 19,3      | 14,1    | 9,3       | 16,6      |
| Température maximale moyenne (°C)     | 10,7      | 11,6      | 14,4      | 18,5      | 22        | 24,6      | 28,3      | 30,1      | 27,4      | 23,4      | 18,2    | 13,2      | 20,2      |
| Record de froid (°C) date du record   | −6,4 2016 | −6,3 1977 | −4,4 1977 | 0,2 1972  | 7,2 1976  | 11,9 1969 | 14,8 1966 | 16,8 1962 | 12,2 1965 | 6,8 1970  | 0 1966  | −4,1 1967 | −6,4 2016 |
| Record de chaleur (°C) date du record | 20,7 2002 | 23,6 2021 | 23,8 2010 | 28,5 1993 | 30,4 2014 | 31,5 2015 | 35,8 2017 | 35,9 1966 | 33,6 2003 | 30,9 1964 | 28 2005 | 21,9 1987 | 35,9 1966 |
| Ensoleillement (h)                    | 152,2     | 152,6     | 174       | 190,9     | 199       | 144,2     | 142,1     | 184,2     | 176,1     | 207,1     | 170,5   | 161,8     | 2 054,7   |
| Précipitations (mm)                   | 61        | 77,1      | 131,2     | 174,9     | 205,8     | 276,9     | 309,8     | 291,6     | 196,6     | 81,6      | 71,4    | 45,1      | 1 923     |
| Nombre de jours avec précipitations   | 10,3      | 9,5       | 11        | 10,5      | 10,7      | 12,9      | 14,3      | 14,2      | 10,3      | 6,1       | 7,4     | 8,1       | 125,3     |
| Humidité relative (%)                 | 62,8      | 62,1      | 62,4      | 64,5      | 69,9      | 78,2      | 84,1      | 79        | 72,5      | 63,9      | 63,2    | 62,2      | 68,7      |
| Nombre de jours avec neige            | 4,4       | 2,7       | 1         | 0         | 0         | 0         | 0         | 0         | 0         | 0         | 0,2     | 3,2       | 11,5      |

| Diagramme climatique                                  |             |              |               |             |               |               |               |               |              |              |             |
| J                                                     | F           | M            | A             | M           | J             | J             | A             | S             | O            | N            | D           |
| 10,73,661                                             | 11,64,477,1 | 14,47,1131,2 | 18,511,3174,9 | 2215,3205,8 | 24,619,2276,9 | 28,323,5309,8 | 30,124,6291,6 | 27,421,1196,6 | 23,415,981,6 | 18,210,671,4 | 13,25,945,1 |
| Moyennes : • Temp. maxi et mini °C • Précipitation mm |             |              |               |             |               |               |               |               |              |              |             |

| Mois                                  | jan.      | fév.      | mars      | avril     | mai       | juin      | jui.      | août      | sep.      | oct.      | nov.      | déc.      | année     |
| ------------------------------------- | --------- | --------- | --------- | --------- | --------- | --------- | --------- | --------- | --------- | --------- | --------- | --------- | --------- |
| Température minimale moyenne (°C)     | 2         | 2,4       | 5,2       | 9,2       | 13,5      | 17,6      | 22,4      | 23,6      | 20,2      | 14,2      | 8,4       | 3,9       | 11,9      |
| Température moyenne (°C)              | 5,4       | 6,2       | 9,3       | 13,6      | 17,5      | 20,8      | 24,9      | 26,3      | 23,1      | 18        | 12,5      | 7,6       | 15,4      |
| Température maximale moyenne (°C)     | 9         | 10,2      | 13,4      | 17,8      | 21,6      | 24,2      | 27,9      | 29,5      | 26,5      | 22        | 16,6      | 11,4      | 19,2      |
| Record de froid (°C) date du record   | −7 1990   | −6,4 1977 | −4,7 1977 | −1,3 1978 | 1,7 1976  | 8,2 1981  | 13,7 1976 | 16,2 1986 | 10,4 1973 | 3,2 1988  | −0,6 1993 | −4 1976   | −7 1990   |
| Record de chaleur (°C) date du record | 20,9 2020 | 22,3 2021 | 22,7 2013 | 28,1 2017 | 30,6 2014 | 31,8 1978 | 36,2 1994 | 35,5 1983 | 33,3 2003 | 30,1 1999 | 25,7 2011 | 22,1 2018 | 36,2 1994 |
| Ensoleillement (h)                    | 122,5     | 146,9     | 170,1     | 192,9     | 205,3     | 145,6     | 157,4     | 173,4     | 157,2     | 187,8     | 155,5     | 130,3     | 1 944,7   |
| Précipitations (mm)                   | 83,2      | 69,7      | 142,2     | 150,1     | 177,7     | 223,7     | 283,2     | 360,6     | 228,4     | 90,8      | 85,1      | 72        | 1 966,8   |
| Nombre de jours avec précipitations   | 11,1      | 9,1       | 10,9      | 9,1       | 9,4       | 12,4      | 13        | 13,6      | 9,8       | 5,8       | 7,7       | 8,9       | 120,8     |
| Humidité relative (%)                 | 67,5      | 65,1      | 65        | 66,7      | 71,4      | 81,1      | 84,4      | 80,6      | 75,3      | 68,4      | 67,8      | 67,6      | 71,7      |

| Diagramme climatique                                  |             |              |              |               |               |               |               |               |            |             |           |
| J                                                     | F           | M            | A            | M             | J             | J             | A             | S             | O          | N           | D         |
| 9283,2                                                | 10,22,469,7 | 13,45,2142,2 | 17,89,2150,1 | 21,613,5177,7 | 24,217,6223,7 | 27,922,4283,2 | 29,523,6360,6 | 26,520,2228,4 | 2214,290,8 | 16,68,485,1 | 11,43,972 |
| Moyennes : • Temp. maxi et mini °C • Précipitation mm |             |              |              |               |               |               |               |               |            |             |           |

| Mois                                  | jan.      | fév.      | mars      | avril     | mai       | juin      | jui.      | août      | sep.      | oct.      | nov.      | déc.      | année     |
| ------------------------------------- | --------- | --------- | --------- | --------- | --------- | --------- | --------- | --------- | --------- | --------- | --------- | --------- | --------- |
| Température minimale moyenne (°C)     | 3,8       | 4,2       | 6,5       | 10,4      | 14,2      | 18,3      | 22,7      | 23,9      | 20,6      | 15,7      | 10,7      | 6,1       | 13,1      |
| Température moyenne (°C)              | 6,2       | 6,7       | 9,3       | 13,3      | 16,8      | 20,6      | 24,7      | 26,2      | 23,1      | 18,3      | 13,3      | 8,6       | 15,6      |
| Température maximale moyenne (°C)     | 8,6       | 9,4       | 12,3      | 16,5      | 20        | 23,4      | 27,3      | 29,1      | 26        | 21,2      | 16,2      | 11,2      | 18,4      |
| Record de froid (°C) date du record   | −6,2 2016 | −3 1991   | −2,3 2010 | 0 2017    | 9,2 2004  | 12,7 2010 | 16,8 1993 | 17,1 2001 | 14,8 2008 | 7,3 2010  | 0 2017    | −2 2005   | −6,2 2016 |
| Record de chaleur (°C) date du record | 18,8 2002 | 20,1 2020 | 21,4 2018 | 27,3 1998 | 27,5 2003 | 29,6 2021 | 34,2 2021 | 35,5 2018 | 32,5 2020 | 30,3 2013 | 26,8 2011 | 21,9 2018 | 35,5 2018 |
| Ensoleillement (h)                    | 90,9      | 126,5     | 167       | 196,3     | 201,6     | 158       | 176,6     | 215,5     | 187,8     | 207,2     | 153,6     | 108,4     | 1 989,2   |
| Précipitations (mm)                   | 43,9      | 46,9      | 75,8      | 86,4      | 110,2     | 148,7     | 178       | 201,8     | 116,2     | 45,7      | 57,4      | 31,7      | 1 142,8   |
| Nombre de jours avec précipitations   | 11,4      | 9,1       | 10,9      | 9,3       | 10,1      | 11,8      | 11,9      | 13,4      | 9,3       | 6,1       | 8         | 9,7       | 121       |
| Humidité relative (%)                 | 67        | 68,4      | 69,5      | 73,2      | 79,5      | 85,1      | 88,4      | 83,2      | 77,2      | 69        | 67,1      | 66        | 74,5      |

| Diagramme climatique                                  |            |             |              |             |               |             |               |             |              |              |             |
| J                                                     | F          | M           | A            | M           | J             | J           | A             | S           | O            | N            | D           |
| 8,63,843,9                                            | 9,44,246,9 | 12,36,575,8 | 16,510,486,4 | 2014,2110,2 | 23,418,3148,7 | 27,322,7178 | 29,123,9201,8 | 2620,6116,2 | 21,215,745,7 | 16,210,757,4 | 11,26,131,7 |
| Moyennes : • Temp. maxi et mini °C • Précipitation mm |            |             |              |             |               |             |               |             |              |              |             |

| Mois                              | jan. | fév. | mars  | avril | mai   | juin  | jui.  | août  | sep.  | oct.  | nov.  | déc. | année   |
| --------------------------------- | ---- | ---- | ----- | ----- | ----- | ----- | ----- | ----- | ----- | ----- | ----- | ---- | ------- |
| Température minimale moyenne (°C) | −9,1 | −7,5 | −5,1  | 0,7   | 5,7   | 10,4  | 14,7  | 14,5  | 11    | 4,3   | −0,9  | −6,6 | 2,7     |
| Température moyenne (°C)          | −5,9 | −3,5 | −0,8  | 5,2   | 10,3  | 14    | 17,4  | 17,4  | 14,2  | 8,2   | 2,2   | −3,5 | 6,4     |
| Température maximale moyenne (°C) | −1,6 | 0,9  | 3,4   | 10    | 14,9  | 18,1  | 20,3  | 20,6  | 18,1  | 13,2  | 6,8   | 0    | 10,4    |
| Précipitations (mm)               | 46,9 | 128  | 301,2 | 426,1 | 653,1 | 651,9 | 742,3 | 836,4 | 526,7 | 126,5 | 165,8 | 64,6 | 4 669,4 |

| Diagramme climatique                                  |            |              |            |              |               |               |               |             |              |              |           |
| J                                                     | F          | M            | A          | M            | J             | J             | A             | S           | O            | N            | D         |
| −1,6−9,146,9                                          | 0,9−7,5128 | 3,4−5,1301,2 | 100,7426,1 | 14,95,7653,1 | 18,110,4651,9 | 20,314,7742,3 | 20,614,5836,4 | 18,111526,7 | 13,24,3126,5 | 6,8−0,9165,8 | 0−6,664,6 |
| Moyennes : • Temp. maxi et mini °C • Précipitation mm |            |              |            |              |               |               |               |             |              |              |           |